# Commodore Amiga 4000

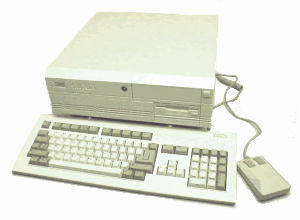
Un modelo de escritorio de Amiga 4000.

El ordenador Amiga 4000 fue el sucesor de los ordenadores A2000 y A3000. El A4000 venía en un gabinete de escritorio, de color blanco, con un teclado aparte. Había también una versión "tower" (torre), llamada A4000T.
Características de la versión de escritorio:
- 2 espacios para discos de 3.5 pulgadas accesibles desde el frente.
- 1 espacio para discos de 5.25 pulgadas accesibles desde el frente.
- 1 lectora de discos flexibles de 3.5 pulgadas, alta densidad.
- Dos bahías internas de 3,5 pulgadas.
- Chipset AGA.
- Interfaz de discos IDE
- Procesador en dos versiones, Motorola 68030 y Motorola 68040.
- 2 Megas de memoria chip y un máximo de 16 Megas de memoria fast en la placa base.

Los primeros A4000, a diferencia de la mayoría de los otros Amigas, tenían el CPU montado sobre una placa "hija", utilizando una ranura especial. La placa base no tenía CPU. Máquinas más actuales tenían el CPU montado sobre la placa base, en un esfuerzo por reducir los costos.
La versión "tower"(torre) fue el único Amiga que tuvo SCSI e IDE juntos, incorporados a la placa base. Tener el controlador por software para ambas interfaces cargados en ROM significaba que algunas otras partes del sistema operativo AmigaOS debían ser eliminados de la ROM, y la A4000T es la única máquina en tener una  biblioteca "workbench" en el disco.
- Datos: Q471144
- Multimedia: Amiga 4000 / Q471144